# Rawinda Prajongjai
Rawinda Prajongjai (Thai: รวินดา ประจงใจ; * 29. Juni 1993 in Bangkok) ist eine thailändische Badmintonspielerin. 

## Karriere
Rawinda Prajongjai belegte beim Smiling Fish 2010 Rang zwei im Dameneinzel. Bei der Universiade 2013 wurde sie Dritte mit dem thailändischen Team. Im gleichen Jahr gewann sie die Singapur International 2013 und den Smiling Fish 2013. National erkämpfte sie sich 2013 Silber im Damendoppel. 2023 gewann sie im Damendoppel bei den French Open.